# Torrent de Vallmajor
El Torrent de Vallmajor és una riera de la ciutat de Badalona d'un quilòmetre i mig de recorregut. Neix al Parc de la Mediterrània, sota el Turó d'en Joan de les Dents, i discorre en direcció sud-oest fins a arribar al carrer del Torrent de Vallmajor. A partir d'aquest punt, transcorre canalitzat i soterrat, integrat en la xarxa de clavegueram, fins a la Platja de la Barca Maria, per bé que actualment no desemboca a la mar sinó que l'aigua és reconduïda per un col·lector interceptor que la porta a la depuradora del Besòs.